# Encierro Paranormal
Encierro Paranormal (Paranormal Lockdown en inglés) es un programa de televisión estadounidense del género telerrealidad que empezó a emitirse en 2016 y trata sobre investigaciones paranormales.

## Reparto
- Nick Groff (44 años).
- Katrina Weidman (41 años).

Ambos insisten en que mientras más tiempo pasen en los sitios encantados, mayor será el contacto con los espíritus. Esto los diferencia de otros cazafantasmas que solo se encierran una noche y con equipos de grabación.

### Investigadores invitados
- Adam Berry y Amy Bruni de Ghost Hunters: llegan al Asilo Lunático el tercer día para pasar la última noche y Adam es espantado por el fantasma de un paciente. Episodio 1, Temporada 1.
- Lorraine Warren: se comunicó por celular para aconsejar a Nick y Katrina que no pasen la noche en la casa de Hinsdale donde ella y su marido habían investigado en la década de 1970. Episodio 5, Temporada 1.

## Trama
Los investigadores paranormales Nick y Katrina visitan lugares embrujados de todo los Estados Unidos y habitan en ellos por 72 horas, solos, para documentar los fenómenos paranormales que allí ocurren y en ocasiones ayudar a los fantasmas en dicha actividad.
Las primeras 24 horas son acompañados por el productor Rob Saffi que se emplea de camarógrafo, entrevistan a los propietarios de los lugares, los examinan y eligen un lugar para dormir (normalmente donde más afectados se sienten) siempre en sitios alejados entre sí para atraer más la agresión y la completa oscuridad.

## Episodios
Hasta la actualidad el programa tiene dos temporadas y diez programas especiales:
| Temporada | Episodios | Emisión | Emisión                 |                    |
| Temporada | Inicio    | Final   |                         |                    |
| --------- | --------- | ------- | ----------------------- | ------------------ |
|           | EE        | 10      | 31 de octubre de 2016   | Actualidad         |
|           | 1         | 6       | 4 de marzo de 2016      | 8 de abril de 2016 |
|           | 2         | 12      | 16 de diciembre de 2016 | 3 de marzo de 2017 |

### Temporada 1
| 1 de 6 | Trans-Allegheny Lunatic Asylum | Weston, Virginia Occidental | 4 de marzo de 2016  |
| Nick y Katrina investigan el Asilo Lunático Trans-Allegheny donde un asesino serial asesinó a dos de sus compañeros y vagan las almas atormentadas de los pacientes. Nick y Adam son espantados por el fantasma de un paciente, Katrina duerme en la morgue y la cámara capta un espíritu arrastrándose. - Investigadores invitados: Adam Berry y Amy Bruni de Ghost Hunters. |                                |                             |                     |
| 2 de 6 | Anderson Hotel                 | Lawrenceburg, Kentucky      | 11 de marzo de 2016 |
| Nick y Katrina investigan el Hotel Anderson (cerrado desde 1987) donde un hombre murió calcinado y hubo dos suicidios: un hombre que se colgó y una adolescente que se cortó las venas. Descubren que una de las almas atormenta a las otras dos y ataca a las personas, Nick y Katrina deben resolverlo mientras Rob es atacado. - Investigadores invitados: Ninguno. |                                |                             |                     |
| 3 de 6 | Franklin Castle                | Cleveland, Ohio             | 18 de marzo de 2016 |
| Sin información. - Investigadores invitados: Sin información. |                                |                             |                     |
| 4 de 6 | Randolph County Infirmary      | Winchester, Indiana         | 25 de marzo de 2016 |
| Sin información. - Investigadores invitados: Sin información. |                                |                             |                     |
| 5 de 6 | Hinsdale House                 | Hinsdale, Nueva York        | 1 de abril de 2016  |
| Nick y Katrina investigan por primera vez en el programa y pese a las advertencias, un lugar infestado por un demonio, el mismo sitio que investigaron Ed y Lorraine Warren años antes. Nick duerme en el cuarto donde se realizó el exorcismo y Katrina pasa la noche en el bosque donde colgaron a una mujer, se ahogó un niño y hubo un fratricidio. Al final del programa ambos comentan que resultaron afectados los siguientes meses. - Investigadores invitados: Tim Shaw (médium), Tony Spera (demonólogo) y Lorraine Warren. |                                |                             |                     |
| 6 de 6 | Kreischer Mansion              | Staten Island, Nueva York   | 8 de abril de 2016  |
| Sin información. - Investigadores invitados: Sin información. |                                |                             |                     |